# CBG Charity
CBG Charity — українська благодійна організація, заснована у 2022 році в Чернівцях на базі спільноти підприємців Chernivtsi Business Group (CBG). Фонд надає гуманітарну, медичну та освітню допомогу, а також підтримує Збройні сили України.

## Історія
Організацію заснували у лютому 2022 року учасники бізнес-клубу CBG, які тимчасово призупинили власну комерційну діяльність, щоб зосередитися на допомозі в умовах повномасштабної війни. Перші кроки включали забезпечення військових формувань засобами індивідуального захисту та транспортом, допомогу переселенцям і підтримку медичних закладів. 
Зі зростанням обсягів міжнародної допомоги у Чернівцях було створено логістичний хаб, що став основою для офіційного оформлення CBG Charity як окремої благодійної організації у 2024 році.

## Діяльність
CBG Charity реалізує низку гуманітарних і соціальних програм:
- Baby Box — підтримка дружин військовослужбовців та військовослужбовиць, а також молодих матерів; понад 2000 пакунків із товарами першої необхідності доставлено по Україні.
- Рюкзачок-першачок — понад 5000 першокласників отримали укомплектовані шкільні рюкзаки[1].
- Крапля життя — передача мобільних пунктів забору крові у Чернівці та Тернопіль[2][3][4][5].
- Реабілітація для ветеранів — автобус для центру реабілітації у Вашківцях, постачання тренажерів, каріматів, телевізорів; співфінансування ремонтів у військових госпіталях Чернівців та області.
- Допомога лікарням — передача меблів, інкубаторів для новонароджених, медичного обладнання (рентген-апарати, УЗД-системи, тонометри) та медикаментів.
- Підтримка освітніх закладів — постачання комп’ютерної техніки, меблів та обладнання для шкіл і дитячих садків.
- Постачання генераторів — доставка тисяч одиниць енергетичного обладнання для закладів освіти, охорони здоров’я, комунальних установ і громад; серед проєктів — генератор потужністю 400 кВт для насосної станції у Чернівцях[6][7][8].

### Підтримка ЗСУ
Фонд фінансує два підрозділи Збройних сил України в межах ініціативи «Підписка ЗСУ» — щомісяця надаючи 200 000 грн на закупівлю дронів, запчастин, засобів зв’язку та іншого спорядження. Також передає генератори, мобільні електростанції, рюкзаки польових медиків, обігрівачі, продукти харчування, медикаменти, карімати, засоби гігієни й антидронові сітки. Організація підтримує зв’язок із підрозділами, проводить волонтерські поїздки на схід України.

## Партнерства
CBG Charity є логістичним партнером міжнародних програм. У рамках побратимства міст Чернівці — Дюссельдорф фонд співпрацює з німецькою організацією Blau-Gelb-Kreuz, забезпечуючи постачання гуманітарної допомоги по всій Україні. Також співпрацює з міжнародними компаніями, зокрема Johnson & Johnson. Логістична система організації інтегрована у національні механізми звітності.